# Alec Ross

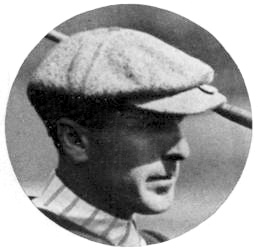
Alec Ross

Alexander Ross (Dornoch, 1875 – Miami, 1930), bekend als Alex Ross of Alec Ross was een Schotse golfprofessional uit het begin van de 20ste eeuw.

## Biografie
Alec Ross en zijn broer Donald James Ross (1872-1948) zijn in 1899 naar Amerika verhuisd. Alec gaat golfles geven op de York Golf & Tennis Club in Maine. Het is de 9de golfclub in de Verenigde Staten, en de eerste die geen zand maar gras op de greens heeft. Donald gaat golfbanen ontwerpen.
De golfbaan op York wordt door Donald aangelegd en gaat in 1902 open. Alec wordt er de eerste pro. Later wordt de baan vernoemd tot de 'William Wilson course', de opvolger van Alec die er 60 jaar heeft lesgegeven.

## Gewonnen
- In 1906, 1907, 1908, 1909, 1910 en 1912 wint hij het Massachusetts Open, waarin professionals en amateurs meedoen. Zijn broer Donald wint de eerste editie in 1905, en later in 1911.
- In 1907 wint hij het US Open op St Martins golfbaan van de Philadelphia Cricket Club, terwijl hij professional is op de Brae Burn Golf Club. In vijf andere edities eindigt hij in de top 10.
- In 1923, 1925 en 1926 wint hij het Zwitsers Open.